# Леонард Сполдінг Бредбері-старший
Леонард Сполдинг Бредбері-старший (англ. Leonard Spaulding Bradbury Sr.; 1 грудня 1890, Вокіган, Іллінойс — 20 жовтня 1957, Лос-Анджелес, Каліфорнія) — американський електромонтер та телефоніст, батько відомого американського письменника-фантаста Рея Бредбері. Його життя охоплює період значних змін у США, і хоча він не був публічною особою, його роль у формуванні середовища, в якому виріс майбутній письменник, є важливою.

## Біографія
Народився 1 грудня 1890 року в родині потомків англійських першопоселенців, які оселилися в Північній Америці у XVII–XVIII століттях. Батьками Леонарда були Семюел Гінкстон Бредбері та Мінні Еліс Девіс.
Леонард працював електриком і монтажником телефонних ліній. Згідно з переписом 1920 року, він був електриком на електростанції, а в 1930-х роках — водієм вантажівки в сфері комунальних послуг. У 1940-х роках родина переїхала до Лос-Анджелеса, де Леонард продовжив працювати в енергетичній галузі.
Хоча Леонард не був публічною особою, його життя та праця створили стабільне середовище для розвитку творчості Рея Бредбері. Рей часто згадував своє дитинство у Вокігані як джерело натхнення для багатьох своїх творів. Саме «родинна лабораторія» в Вокігані згодом лягла в основу автобіографічних мотивів творів Рея Бредбері. Зокрема повість «Кульбабове вино» відтворює літні спогади автора про життя в «літньому будиночку» сім'ї, де головного героя названо Дугласом Сполдінгом — на честь батька Леонарда Сполдінга і дівочого прізвища його бабусі по батьковій лінії.
Він помер 20 жовтня 1957 року в Лос-Анджелесі, Каліфорнія, США, у віці 66 років і був похований на кладовищі Вудлон у Санта-Моніці в Лос-Анджелесі.

## Сім'я
- Дружина: Естер Марі Моберг, шведська іммігрантка
- Діти:
  - Леонард Сполдинг Бредбері-молодший (1916—2004)
  - Семюел Бредбері (1916—1918)
  - Рей Дуглас Бредбері (1920—2012), майбутній письменник
  - Бетті Джейн Бредбері (1927—1928)[7]